# 伊藤克
伊藤 克（いとう かつみ、1932年7月3日 - 2019年7月7日）は、日本の男性俳優、声優。東京都出身。身長168cm。体重63kg。東京演劇アンサンブル所属。

## 略歴
早稲田大学中退。
俳優座養成所卒業（7期）。1958年に劇団三期会（現 - 東京演劇アンサンブル）入団。
1967年にフジテレビで放映された特撮作品の『怪獣王子』で中丸一尉役としてレギュラー出演し、レンジャー部隊を取り仕切る隊長役を好演した。
2019年7月7日、食道癌のため死去。87歳没。

## 人物
声種はバリトン。
趣味・特技は読書。

## 出演作品

### テレビドラマ
- 怪獣王子（1967年10月2日 - 1968年3月25日、CX / 日本特撮株式会社） - 中丸一尉 ※レギュラー出演
- ウルトラマンA 第39話「セブンの命! エースの命!」（1972年12月29日、TBS / 円谷プロダクション） - 医師
- 暴れん坊将軍（テレビ朝日 / 東映）
  - 第17話「恋とおとぼけ地蔵」（1978年5月6日） - 加藤左太夫
  - 第62話「黄金の闇に花一輪」（1979年4月28日） - 山形大膳
  - 第84話「おさいが翔んだ!」（1979年10月27日） - 同心
  - 第104話「日本一の花嫁御寮」（1980年3月22日） - 小山田五兵衛
  - 第125話「男の門出の燈篭流」（1980年8月16日） - 梶間
  - 第142話「年の暮 新さん巷の煤払い」（1980年12月27日） - 酒田
- 桃太郎侍（NTV / 東映）
  - 第70話「凧に乗った五百両」（1978年） - 橋本主膳
  - 第103話「呑んべえ芸者騒動記」（1978年） - 大塚九内
  - 第126話「看板娘を狙う鬼」（1979年） - 飛竜館道場主
  - 第154話「お救い小屋の山猫娘」（1979年） - 九鬼右京太夫
  - 第169話「百拾番は殺しの番号」（1980年） - 光覚
  - 第181話「純情一筋廓の恋」（1980年） - 神尾大膳
  - 第198話「この子どこの子だあれの子」（1980年） - 服部伊豆守
  - 第224話「邪剣に買った瓦版」（1981年） - 近江屋
  - 第256話「人生、グチあり笑いあり」（1981年） - 春日帯刀
- 大江戸捜査網（テレビ東京、三船プロ）
  - 第575話「炎の誘惑 爆弾魔を斬れ」（1982年） - 海江田叨庵
  - 第598話「告白! 若妻が秘めた不倫の子」（1983年） - 長岡屋（むささびの忠兵衛）
- 水曜ドラマ マダム・りん子の事件帖（1991年、NHK） - 一ノ瀬忠昭
- 君の名は
- 連続テレビ小説「ひらり」
- 小京都ミステリー
- 藏（1995年） - 常石医師

### 映画
- 天国と地獄（1963年、東宝）
- 若者はゆく -続若者たち-（1969年、松竹）
- 皇帝のいない八月（1978年、松竹） - 後藤1佐
- 総長の首（1979年、東映） - 奥中市太郎
- ゴト師株式会社 悪徳ホールをぶっ潰せ!（1993年、松竹） - 博士

### オリジナルビデオ
- 修羅の雀士・ナルミ

### 舞台
- 人間蒸発（1964年） - 健一[5]
- 木口小平氏は犬死（1964年） - コーラス[5]
- 母（1964年） - エゴール・ルーシン[5][注 1]
- 男は男だ（1964年） - ボーリー・ベーカー[6][注 2][注 3]
- かもめ
- ガリレイの生涯
- 肝っ玉おっ母と子供たち
- コミューンの日々
- 走れメロス

### テレビアニメ
- ふしぎなメルモ（1971年、手塚先生〈2代目〉）
- ルパン三世 (TV第1シリーズ)（1972年、ガニマール三世[要出典]）

### OVA
- 銀河英雄伝説（1991年、D.シンクレア）

### 吹き替え

#### ドラマ
- アウター・リミッツ（リチャード・ベレロ、クリント・アンダーソン、トーン・ホバート、フランク・ジョンソン、ジャドソン・エリス）
- スパイ大作戦
  - 対奴隷作戦（前・後編）（アキム・ハドラムト）
  - 不死鳥を葬れ（ヤノス）
  - 隔離室で何が起こったか?（ハリソン）
  - 国境を突破せよ!（オリバー・ハモンド将軍）
  - 脱出請負業（ハーグリーブス）
  - 水爆仕掛人（ロジャー）
  - ブードゥー教の怪（トーマス）
- プリズナーNo.6 暗号（No.2〈コリン・ゴードン〉）
- 謎の円盤UFO 超能力!! UFO探知人間（ワード）

#### 人形劇
- キャプテン・スカーレット 大爆発!（ジェイソン・スミス）
- サンダーバード
  - 世界一のビルの大火災（トンプソンビル管理主任）
  - サンダーバード6号（マーティン〈偽物〉）※劇場公開版